# 日兰高速铁路

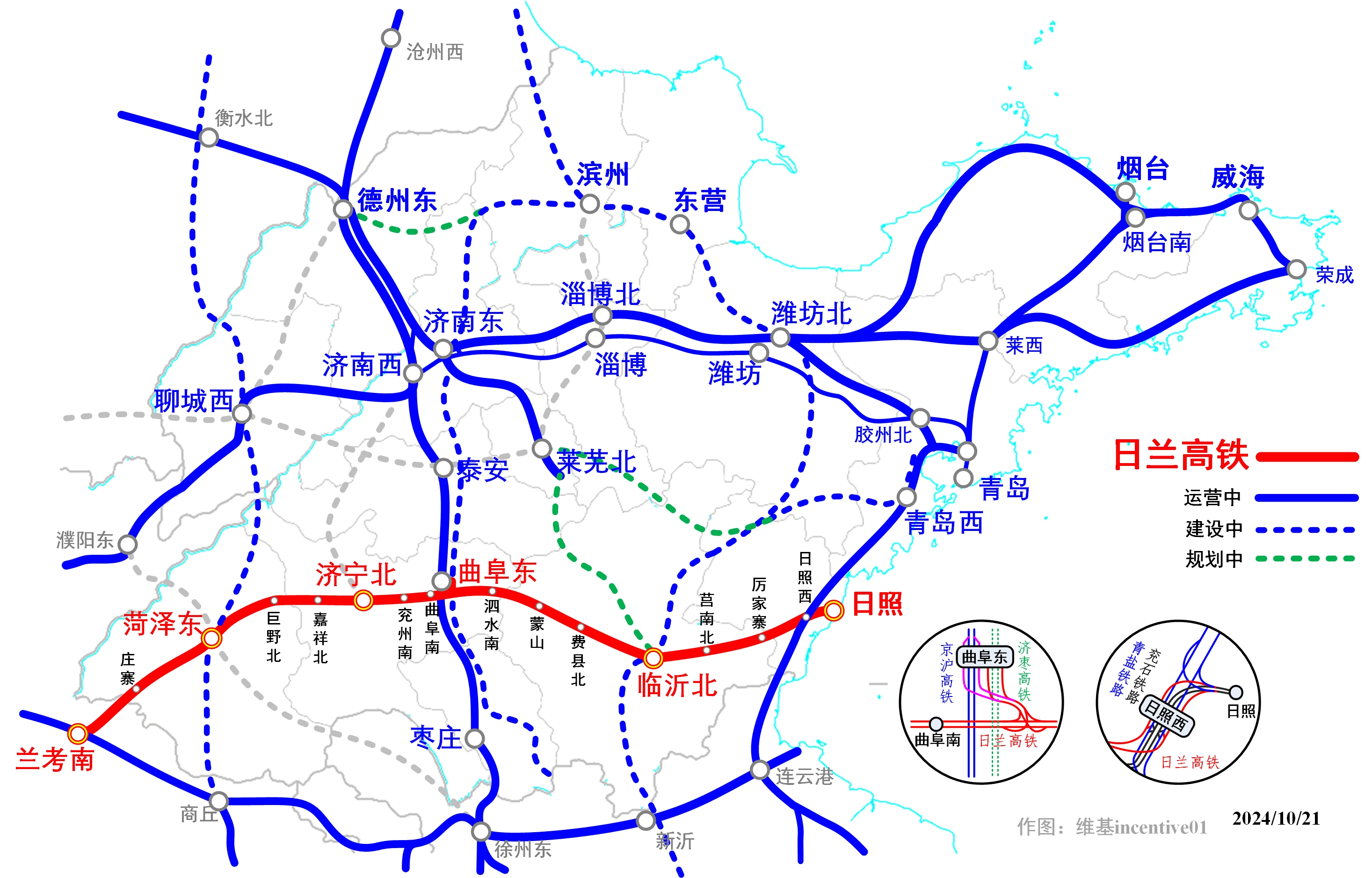
本线（红色）在山东省中的位置

日兰高速铁路，别称鲁南高速铁路，是中国大陆一条已建成的连接山东省日照市与河南省兰考县的高速铁路。它西起徐兰高速铁路的兰考南站，向东经菏泽、济宁、临沂，最终引入日照枢纽青盐铁路日照西站，全长约494公里，设计时速350公里/小时，总投资约750亿元。该线是山东省“四横五纵”快速铁路网的重要组成部分，也是国家“八纵八横”高速铁路网的重要连接通道，建成后可在曲阜东站接入京沪高铁，并在菏泽东站与建设中的京九高铁相连、在临沂北站与建设中的京沪高铁第二通道相连。
本线采用分段建设方式，由日照至临沂段、临沂至曲阜段、菏泽至曲阜段、菏泽至兰考段组成。由于大部分路段均位于鲁南地区，规划建设初期本线称作鲁南高速铁路。2016年12月，临沂至曲阜段开工建设。2017年5月，日照至临沂段开工建设。2018年12月，菏泽至曲阜段开工建设。2019年11月26日，日照至曲阜段开通运营，标志着沂蒙革命老区接入高铁网。2021年12月26日，曲阜至菏泽至庄寨段开通运营，菏泽接入全国高铁网。2024年7月18日，庄寨至兰考段开通运营。

## 建设背景
山东鲁南地区有3500万人口，占山东省总人口的三分之一，人口稠密，资源丰富。1986年建成的新兖和兖石铁路贯穿鲁南地区，极大促进了沿途客货运输。然而这条铁路标准较低，只能开行最高时速120km/h的普速列车，已经满足不了沿线人民的出行需求。2012年5月，临沂、日照、济宁三市政府联合行文上报省政府，申请在兖日铁路开行动车组列车，但未获同意。因此在2012年7月，临沂、日照、济宁三市政府联合行文上报省政府，申请规划建设日照—临沂—曲阜铁路客运专线，即后来的鲁南高速铁路。

## 规划历程
- 2012年9月，山东省人民政府根据山东省发展和改革委员会建议，同意以省投资为主建设鲁南客运专线，要求不但要建设而且要加快推进速度。
- 2012年11月30日，鲁南客运专线的规划和前期准备工作已经开始，并拟建高铁客运站点（沂蒙路北段与文泗公路交汇处（半程镇））。
- 2013年8月，鲁南客运专线作为山东三纵三横的南通道，纳入国家“十二五”铁路规划修编方案。其中临沂至曲阜为近期建设项目，全长125公里，设计时速300公里/小时，拟开设平邑蒙山、临沂市区、莒南大店三站。[9]
- 2014年1月，临沂两会最新消息：鲁南客运专线有望2014年底动工，最早2016年底建成通车。[10]
- 2014年4月，国家铁路局批复环渤海地区山东省城际轨道交通网调整方案，其中包括曲阜至临沂的城际铁路项目。[11]
- 2014年11月初，临沂市委托中铁二院编制完成了项目的预可研报告。2014年11月23日，省发改委委托中国国际咨询有限公司组织专家，在临沂市召开了鲁南客运专线临沂-曲阜城际铁路预可行性研究报告评估会。
- 2014年12月8日，中国铁路总公司同意临沂-曲阜铁路客运专线并轨京沪高铁方案，并将投资该项目资本金的20%。
- 2014年12月31日，山东省发展和改革委员会根据国家发展和改革委员会批复的全省快速铁路网规划，正式批复了菏泽至曲阜、曲阜至临沂城际铁路项目建议书。本次批复的菏泽至曲阜、曲阜至临沂2段,全长323公里,投资468亿元。临沂至日照和菏泽至兰考城际铁路项目前期工作正在同步推进。中国铁路总公司同意与山东省共同建设该通道,并按照资本金20%的比例出资,同意该通道在曲阜东站接轨京沪高铁,在兰考南站接轨郑徐客专,同时与“十三五”规划建设的京九客专连接贯通。[12]
- 2015年1月4日，山东省铁路建设领导小组办公室以《关于开展潍坊至莱西、菏泽至兰考、日照至临沂城际铁路前期工作的函》对日照至临沂段预可行性研究、可行性研究招标工作进行了批复。日照至临沂段的预可行性研究、可行性研究于1月23日开始招标。[13]
- 2015年2月，山东省发展和改革委员会组织召开了菏泽至兰考城际铁路预可行性研究征求意见会，对菏泽至兰考段进行方案分析和可行性研究。[14]
- 2015年3月12日下午，菏泽至兰考城际铁路暨菏泽至兰考城际铁路引入兰考南站汇报会在菏泽召开。菏泽市委常委、常务副市长段伯汉主持召开了会议。中铁第四勘察设计院的专家详细汇报了菏泽至兰考城际铁路预可行性研究暨菏泽至兰考城际铁路引入兰考南站I类变更设计情况，菏泽市发改等市直有关部门及曹县政府、庄寨镇有关负责人分别提出了具体的修改建议。[15]
- 2015年4月15日上午，鲁南快速铁路客运通道前期工作推进协调会议在济南召开，省委常委、常务副省长孙伟，副省长王书坚出席会议并讲话。[16]
- 2015年5月25日省发改委召开鲁南快速铁路客运通道前期工作推进会，明确了全线“一个标准、一个公司、分段实施”的推进原则，“一个标准”即执行350公里/小时的速度目标值；“一个公司”就是全线成立一个项目公司；“分段实施”就是各市按照实际情况，分别进行前期推进工作。省有关部门传达了国家铁路批复将速度目标值由此前250公里/小时提高到350公里/小时的信息，并要求设计单位在6月20日前完成临沂至曲阜段可研的修改。[17]
- 2015年6月22日，临沂至曲阜段建设工程环境影响评价第一次信息公告在网上对外发布。[18]
- 2015年8月21日，菏泽至曲阜段城际铁路环境影响评价第一次公告在网上对外发布。[19]
- 2015年8月25-27日，鲁南快速铁路客运通道(曲阜至临沂段)可行性研究评审会召开，为适应临沂至曲阜高铁设计时速由250公里/小时提高至350公里/小时要求，此次可研评审会对线路进行优化，具体为平邑境内蒙山站至曲阜东站间原设计线路中的“大弯”被取直，新的线路将沿日兰高速修建，泗水南站将在高速附近修建。经此优化，临沂至曲阜间高铁距离将减少11公里，据测算，造价也将节省15亿元。[20]
- 2015年9月25日，鲁南快速铁路客运通道曲阜至临沂段建设工程进行环境影响评价第二次信息公告。[21]
- 2015年10月19日，中国铁路总公司工程设计鉴定中心常务副主任吴克非带领专家组一行到莒南县现场踏勘鲁南快速铁路客运通道莒南站选址情况。22日，一行人又在菏泽召开了评审会，主要针对临沂—日照、曲阜—菏泽、菏泽—兰考三段铁路进行了评审，最终确定了动工时间和竣工时间等关键问题。本次评审确定了莒南北、厉家寨两个站点，计划2016年下半年开始动工，2019年竣工通车，设计时速350公里/小时。[22]
- 2015年11月19日，鲁南快速铁路客运通道日照至临沂段进行环境影响评价第一次项目公示发布。[23]
- 2015年12月6日，中共临沂市委召开常委会，研究讨论建设北城新区二期、高铁片区，鲁南快速铁路临沂北站选址确定，《北城新区二期控制性详细规划方案》在会上通过，标志着加快北城二期开发建设提上了市委、市政府的重要议事日程。鲁南高速铁路临沂北站位于沂蒙路北段东侧，兰山区白沙埠镇乔家湖村以北，南距长春路约4.5公里，距市政府约10公里。[24]
- 2015年12月19日，鲁南高速铁路曲阜至临沂段在临沂举行动员大会开工奠基。[25]
- 2016年3月8日，中国铁路总公司、山东省人民政府联合批复鲁南高铁临沂至曲阜段可行性研究报告。（铁总计统函〔2016〕169号）[26]
- 2016年3月10日，受中国铁路总公司委托，中国铁路建设投资公司作为招标代理机构，就菏泽至兰考铁路项目进行勘察设计一次性总体招标。[27]
- 2016年5月，曲阜至菏泽段可研报告及环保、规划、用地等13个相关支持性文件已经办理完毕，以省铁投公司、济南铁路局名义呈报国家铁总审批。铁路总公司提出要对鲁南高铁与京九高铁菏泽段是否共线问题进行研究，可研审批搁置。[28]
- 2016年8月8日，鲁南高速铁路曲阜至临沂段项目（平邑至兰山段）土地勘测定界及放线项目进行招标公告。[29]
- 2016年8月9日，由山东省铁路建设投资有限公司和中铁二院工程集团有限责任公司组织有关专家先后到临沂北站、费县北站、蒙山站、跨日兰高速公路特大桥现场踏勘。
- 2016年8月11-12日，鲁南高速铁路临沂至曲阜段站前施工图审核审查会在济南召开，会上听取了铁二院关于鲁南高铁临沂至曲阜段站前施工图汇报，相关专家分组分专业对跨日兰高速公路特大桥、站场、桥梁等控制性工程进行了论证审核，原则同意施工图方案，要求细化优化方案，早日开工建设。[30]
- 2016年10月24日，河南省住建厅发布了鲁南高铁菏泽至兰考段（河南段）选址意见书，并进行批前公示。[31]
- 2016年12月20日，中国铁路总公司、山东省人民政府联合批复鲁南高铁日照至临沂段可行性研究报告。（铁总计统函〔2016〕989号）[32]
- 2017年5月，鲁南高铁曲阜菏泽段可研审批重新启动，因菏泽站位原因和铁总要求代建制原因搁置。2018年初，山东省政府已同意铁总代建，建设单位省鲁南高铁公司正在就代建具体协议等问题与铁路部门进行协商谈判。
- 2018年8月6日，山东省住房和城乡建设厅发布鲁南高铁曲阜菏泽段批前公示，菏泽东站位于桶子河附近，由曲阜向西依次设曲阜南、兖州南、济宁北、嘉祥北、巨野北、菏泽东站，不再设郓城南站。[33]8月13日，选址获得批复，省住建厅对选址做出了行政许可，并于8月14日发布批后公示。
- 2018年8月16日，中国铁路总公司、山东省人民政府联合批复鲁南高铁曲阜至菏泽段可行性研究报告。（铁总发改函〔2018〕532号）[34]
- 2018年9月5日，山东省住房和城乡建设厅发布鲁南高铁菏泽至兰考段（山东段）批前公示，项目依据为《山东省人民政府河南省人民政府关于加快推进两省铁路建设的会谈纪要》，由菏泽东站经庄寨镇北设庄寨站，进入河南省连接兰考南站。[35]
- 2018年9月21-23日，鲁南高铁曲阜至菏泽段施工图审核检查会议在菏泽顺利召开，并定于10月17日进行施工图二次审查。[36]
- 2018年12月27日，河南省自然资源厅发布关于新建鲁南高速铁路菏泽至兰考段（河南段）工程项目选址意见书核发的批前公示。[37]
- 2019年4月23-24日，受国家发展和改革委员会委托，中国铁路设计集团有限公司在菏泽五洲国际假日大酒店召开“新建鲁南高铁菏泽至兰考段可行性研究报告专家评审会”，国家铁路局、中国铁投、山东省发改委、自然资源厅、生态环境厅、交通运输厅及河南省发改委等部门领导专家，菏泽市领导及各部门主要负责人参加了会议。会议听取了设计单位铁四院工作人员的汇报，综合各方意见，就项目设计方案、投资概算、效益等方面提出意见和建议，要求设计单位进一步修改、完善，推动项目建设加快进度。
- 2019年7月16日，国家发展和改革委员会正式批复由中国国家铁路集团有限公司、山东省人民政府、河南省人民政府联合报批的《新建鲁南城际铁路菏泽至兰考段可行性研究报告》（发改基础〔2019〕1232号）。

## 开工建设
|              | 兰考-庄寨段 | 庄寨-菏泽段 | 菏泽-曲阜段 | 曲阜-临沂段 | 临沂-日照段 |
| ------------ | ----------- | ----------- | ----------- | ----------- | ----------- |
| 可研批复     | 2019.07.16  | 2019.07.16  | 2018.08.16  | 2016.03.08  | 2016.12.20  |
| 初步设计批复 |             |             | 2018.10.30  | 2016.10.24  | 2017.04.22  |
| 全线开工     | 2021.06.01  | 2019年底    | 2018.12.10  | 2016.12.17  | 2017.05.26  |
| 联调联试     |             | 2021.09.25  | 2021.09.25  | 2019.08.01  | 2019.08.01  |
| 开通运营     | 2024.07.18  | 2021.12.26  | 2021.12.26  | 2019.11.26  | 2019.11.26  |

建设时序：
- 2016年8月23日，临沂市人民政府召开了鲁南高铁临沂段征地拆迁工作动员会，会议上对鲁南高铁前期工作进行了总结，安排部署鲁南高铁临沂段征地拆迁工作任务。[38]2016年9月，临沂至曲阜段征迁工作开始。
- 2016年9月28日，鲁南高速铁路有限公司创立大会暨第一次股东会、董事会、监事会会议在济南举行。鲁南高铁公司由山东高速集团控股的山东铁路建设投资有限公司、济宁市铁路投资有限公司、临沂铁路建设投资有限公司先行发起设立,首期注册资本10亿元，山东铁投公司持股50%。[39]
- 2016年10月24日，中国铁路总公司、山东省人民政府对临沂至曲阜段初步设计进行了批复（铁总鉴函〔2016〕822号）。
- 2016年10月28日，铁路总公司工管中心下发站前施工图审核报告审核意见（工管施审函〔2016〕216号）。
- 2016年11月11日，临沂至曲阜段LQTJ-1、LQTJ-2和LQTJ-3标段施工单价承包招标公告发布。12月14日，相关标段施工单价承包招评标结果公示。[40]
- 2016年11月28日，《鲁南高速铁路曲阜至临沂段工程（变更）水土保持方案报告书》获省水利厅批复。[41]
- 2016年12月17日，临沂至曲阜段正式开工建设。[42]
- 2017年3月15日，由中铁十四局承建的鲁南高铁临沂段费县制梁场正式开始浇筑鲁南高铁全线第一片梁，这标志着整个鲁南高铁主体工程全面开工建设。[43]
- 2017年3月22日，鲁南高铁临沂至日照段征地拆迁工作动员会在临沂召开。会议指出，按照山东省政府要求，鲁南高铁临沂至日照段将于今年4月份开工建设，2019年底与临沂至曲阜段同时建成通车运营。[44]
- 2017年3月23日，鲁南高铁临沂梁场第一片梁正式开始浇筑，这是继费县梁场开始制梁后，鲁南高铁临沂段取得的又一重大工程进展。[45]
- 2017年4月15日，鲁南高铁曲阜梁场正式投产。曲阜梁场占地220亩，是目前国内最大的梁场，将生产单线和双线两种梁型。[46]
- 2017年4月22日，中国铁路总公司、山东省人民政府对日照至临沂段初步设计进行了批复（铁总鉴函〔2017〕273号）。
- 2017年5月2日，日照至临沂段RLTJ-2、RLTJ-3和RLTJ-4标段施工单价承包招标公告。5月23日，日照至临沂段RLTJ-2、RLTJ-3和RLTJ-4标段施工单价承包招评标结果公示。[47]
- 2017年5月6日，山东省林业厅在日照市召开鲁南高速铁路日照至临沂段工程项目使用林地工作协调会议。[48]
- 2017年5月16日，鲁南高铁费县制梁场通过国家生产许可证审查认证。[49][50]
- 2017年5月31日，日照市召开鲁南高铁日照段开工建设动员会议，当天上午鲁南高铁日照段接入奎山站路基工程进场施工。[51]
- 2017年6月5日，临沂至曲阜段首孔箱梁成功架设。[52]
- 2017年6月18日，鲁南高铁平邑梁场通过国家级桥梁生产许可证认证。[53]
- 2017年7月26日，鲁南高铁临沂北站站前广场设计（南广场）项目公开招标。[54]
- 2017年7月31日，鲁南高铁临沂北特大桥跨塔城公路现浇梁混凝土浇筑完成，成为鲁南高铁全线首联成功浇筑的现浇梁。[55]
- 2017年9月28日上午，鲁南高铁临沂北站设计方案汇报会举行，对鲁南高铁临沂北站站房及配套广场等设计方案进行系统性论证。[56]
- 2017年10月26日，临沂至日照段首孔箱梁成功架设。[57]
- 2017年11月30日，临沂市示范性重点工程立功竞赛暨鲁南高铁临沂段立功竞赛启动仪式在中铁十四局鲁南高铁项目部临沂梁场举行。[58]
- 2018年3月20日，鲁南高铁临沂至曲阜段前峪隧道贯通。[59]
- 2018年6月27日，鲁南高铁曲阜至临沂段正式开始铺轨。在费县北站，全线首对长达500米的钢轨稳稳落在无砟轨道板上，标志着鲁南高铁曲阜临沂段正式转入线上施工。[60]
- 2018年8月19日，鲁南高铁曲阜至临沂段正线2668孔双线梁全部架设完成，实现全段架梁贯通。[61]
- 2018年10月24日，鲁南高铁临沂北站城市通廊主体结构建成。[62]
- 2018年10月30日，中国铁路总公司、山东省人民政府对曲阜至菏泽段初步设计进行了批复。
- 2018年11月1日，菏泽至曲阜段站前工程施工总价承包招标公告发布，分QHTJ-1（蓼河特大桥100#墩（跨京沪高铁转体曲方墩）～洸府河特大桥145#墩（跨日兰1-128m系杆拱曲方墩）处）、QHTJ-2（洸府河特大桥145#墩（跨日兰1-128m系杆拱曲方墩）～梁宝寺特大桥台尾）、QHTJ-3（梁宝寺特大桥台尾～鄄郓河第476#墩）、QHTJ-4（鄄郓河第476#墩处～设计终点）四个标段。[63]
- 2018年11月24日，鲁南高铁日照至临沂段线下工程全部完成，为全线无砟轨道的施工创造了有利条件。[64]
- 2018年12月2日，鲁南高铁临沂段无砟轨道板完成铺设。[65]
- 2018年12月10日，由中铁十局承建的鲁南高铁菏泽至曲阜段打下第一桩，标志着曲阜至菏泽段正式开工建设。[66]
- 2019年2月26日，中铁十局建设者在菏泽市牡丹区皇镇成功浇筑鲁南高铁曲阜-菏泽段首榀箱梁。此举，拉开了鲁南高铁曲阜-菏泽段箱梁预制的序幕。[67]
- 2019年4月15日，WZ500型铺轨机将最后一组500米钢轨稳稳地铺设在轨道板上，标志着鲁南高铁日照至曲阜段正线双线455公里铺轨任务圆满完成。[68]
- 2019年6月11日，菏泽至曲阜段首孔箱梁成功架设。[69]
- 2019年7月14日，鲁南高铁东邢家庄牵引变电所顺利合闸受电启动，标志着鲁南高铁日照至曲阜段由中铁电化局项目部施工安装的六座牵引变电所已全部顺利受电。2019年7月28日9时28分，随着中国铁路济南局集团有限公司调度所送电命令的下达，由中铁电气化局鲁南高铁项目部承建的鲁南高铁日照西至大王庄线路所段各变电所断路器相继合闸送电，鲁南高铁全线接触网一次送电成功，为下一步的全线热滑和按期联调联试提供了必要条件。[70]
- 2019年8月1日，鲁南高铁日照西至大王庄线路所段开始联调联试。2019年9月10日，鲁南高铁东段联调第二阶段暨大王庄联络线至曲阜东站日兰场开始联调联试。[71]
- 2019年10月14日，鲁南高铁日照西至曲阜东段开始试运行，分为四个阶段，即运行图参数测试、故障模拟试验、应急救援演练以及按图行车试验。
- 2021年9月25日，鲁南高铁曲阜—菏泽—庄寨段开始联调联试。[72]
- 2023年2月23日，河南段架梁成功上跨陇海铁路。[73]
- 2023年8月2日，河南段双线桥梁贯通。[74]12月2日，河南段开始铺轨施工。[75]
- 2024年1月4日，河南段全线共计1293孔箱梁架设任务圆满完成。[76]3月6日，庄寨至兰考南段完成静态验收，同时启动动态验收。[77]6月3日，进入运行试验阶段。[78]

## 开通运营
鲁南高速铁路曲阜至日照段于2019年11月26日开通运营，曲阜至庄寨段2021年12月26日建成并与庄寨至菏泽段一起贯通运营，庄寨至兰考南段则于2024年7月18日开通运营。
曲阜至日照段开通初期安排开行动车组列车日常线14对、周末线3对、高峰线3对，其中包括3对环线运行的列车。待12月调图后开行往北京、沈阳、大连等方向的高铁列车。同年曲阜东至临沂北段可使用铁路e卡通，2020年，利用其开行的齐鲁环线亦可使用铁路e卡通。

## 车站列表
| 日兰高速铁路 |          |          |          |                           |                                    |          |
| 车站名称     | 所在地区 | 所在地区 | 所在地区 | 日照西站 起计里程（公里） | 连接铁路                           | 站场规模 |
| 日照站       | 山东省   | 日照市   | 东港区   |                           | 兖石铁路                           | 4台7线   |
| 日照西站     | 山东省   | 日照市   | 东港区   | 0                         | 兖石铁路 青盐铁路                  | 4台15线  |
| 厉家寨站     | 山东省   | 临沂市   | 莒南县   | 30                        |                                    | 2台4线   |
| 莒南北站     | 山东省   | 临沂市   | 莒南县   | 60                        |                                    | 2台4线   |
| 临沂北站     | 山东省   | 临沂市   | 兰山区   | 100                       | 京沪高铁第二通道（规划中）         | 8台20线  |
| 费县北站     | 山东省   | 临沂市   | 费县     | 143                       |                                    | 2台4线   |
| 蒙山站       | 山东省   | 临沂市   | 平邑县   | 172                       |                                    | 2台6线   |
| 泗水南站     | 山东省   | 济宁市   | 泗水县   | 210                       | 京沪高速铁路（联络线连接曲阜东站） | 2台4线   |
| 曲阜南站     | 山东省   | 济宁市   | 曲阜市   | 265                       | 京沪高速铁路（联络线连接曲阜东站） | 2台4线   |
| 济宁东站     | 山东省   | 济宁市   | 兖州区   | 291                       |                                    | 2台4线   |
| 济宁北站     | 山东省   | 济宁市   | 任城区   | 304                       |                                    | 3台6线   |
| 嘉祥北站     | 山东省   | 济宁市   | 嘉祥县   | 329                       |                                    | 2台4线   |
| 巨野北站     | 山东省   | 菏泽市   | 巨野县   | 356                       |                                    | 2台6线   |
| 菏泽东站     | 山东省   | 菏泽市   | 定陶区   | 415                       | 京雄商高速铁路（建设中）           | 6台15线  |
| 庄寨站       | 山东省   | 菏泽市   | 曹县     | 454                       |                                    | 2台4线   |
| 兰考南站     | 河南省   | 开封市   | 兰考县   | 494                       |                                    | 2台6线   |

## 影响及评价
鲁南高铁建成后，日照、临沂、济宁、菏泽等地赴北京、上海将迈入“3小时时代”，赴省会济南迈入“1小时时代”。高铁网贯通京津冀、长三角等地，会有更多的高新技术产业、高端服务业等从先进地区加快迁移，进一步强化鲁南地区城市与长三角、京津冀群的协同发展。此外，鲁南高铁将在鲁南地区形成东西向的客运大通道，并可通过青连铁路及郑州至兰考城际铁路，贯通青岛至郑州客运通道，实现山东的“陇海大动脉”，发挥其在全国路网中的重要作用，从而使鲁南地区融入国家铁路主干线网覆盖范围之内。高铁网内往返的巨大人流会带来大量的餐饮、购物、消费、休闲和服务需求，提供数以千计的就业机会，带动物流、会展、金融、商务、餐饮、公共娱乐等行业以及旅游业、房地产业飞速发展，打造鲁南地区城市新的重要经济增长点。
鲁南高铁日曲段与京沪高铁、青盐铁路、济青高铁/胶济客专实现贯通，在山东构成第一个高铁环形客运通道。该环形客运通道被称为齐鲁环线。